# Simulium fujianense
Simulium fujianense är en tvåvingeart som beskrevs av Zhang-tao och Wang 1991. Simulium fujianense ingår i släktet Simulium och familjen knott.
Artens utbredningsområde är Fujian (Kina). Inga underarter finns listade i Catalogue of Life.